# Montia diffusa
Montia diffusa är en källörtsväxtart som först beskrevs av Thomas Nuttall, och fick sitt nu gällande namn av Edward Lee Greene. Montia diffusa ingår i släktet källörter, och familjen källörtsväxter. Inga underarter finns listade i Catalogue of Life.